# Медаль «Санграм»
Медаль «Санграм» — индийская награда, вручавшаяся за службу во время войны с Пакистаном в 1971–1972 годах. Учреждена 17 января 1973 года президентом Индии.
Право на получение медали распространялось на все категории военнослужащих, сотрудников военизированных формирований, полиции и гражданских лиц, служивших в оперативных зонах Джамму и Кашмира, Пенджаба, Гуджарата, Раджастана, Западной Бенгалии, Ассама, Мегхалаи, Мизорама в период с 3 декабря 1971 года по 20 декабря 1972 года включительно>.
Медали, вручаемые полицейским и военизированным формированиям, в большинстве случаев не производились и не выдавались официально, а изготавливались на местах независимыми производителями. Полицейские могли либо покупать их в этих магазинах, либо батальоны могли покупать их и вручать отличившимся констеблям. Это привело к большой вариативности в производстве и даже в деталях дизайна. Эти медали часто встречаются без названия, хотя официальная версия обычно имела название на краю<ref>Sangram Medal (англ.). Pride Of India. Архивировано 21 апреля 2014 года.</ref.

## Внешний вид
Аверс: Круглая 35-миллиметровая медаль из медно-никелевого сплава с национальной эмблемой в центре и надписью «संग्राम पदक / SANGRAM MEDAL» по кругу. Крепится на кольце. Медаль обычно имеет название на краю.
Реверс: изображение восходящего солнца с полукружием внизу.
Лента: 32 мм, бордово-коричневая с тремя белыми полосками по 1 мм. Бордовая 7 мм, белая 1 мм, бордовая 7 мм, белая 1 мм, бордовая 7 мм, белая 1 мм, бордовая 7 мм.